# Wittlich

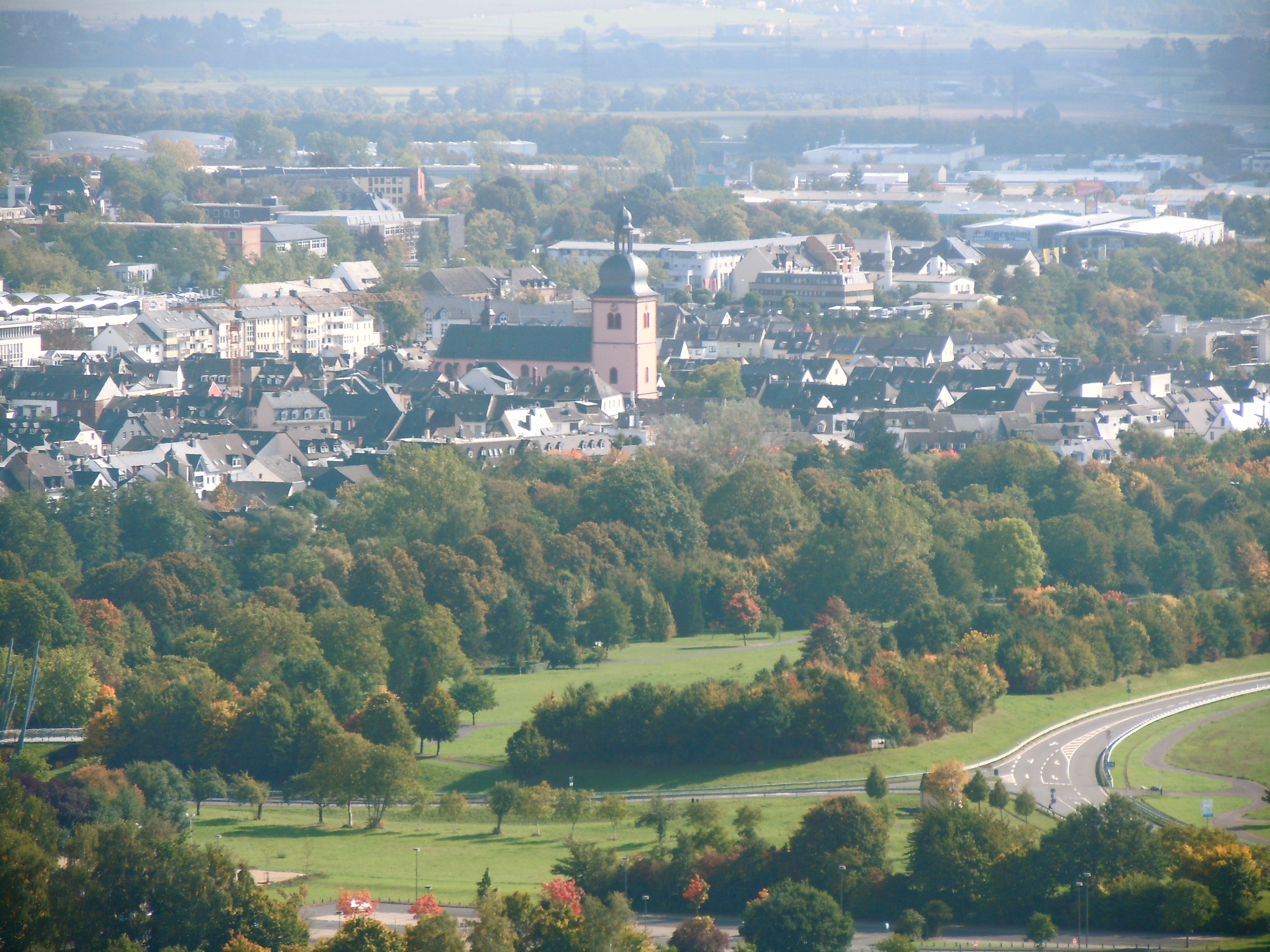
Stadtansicht

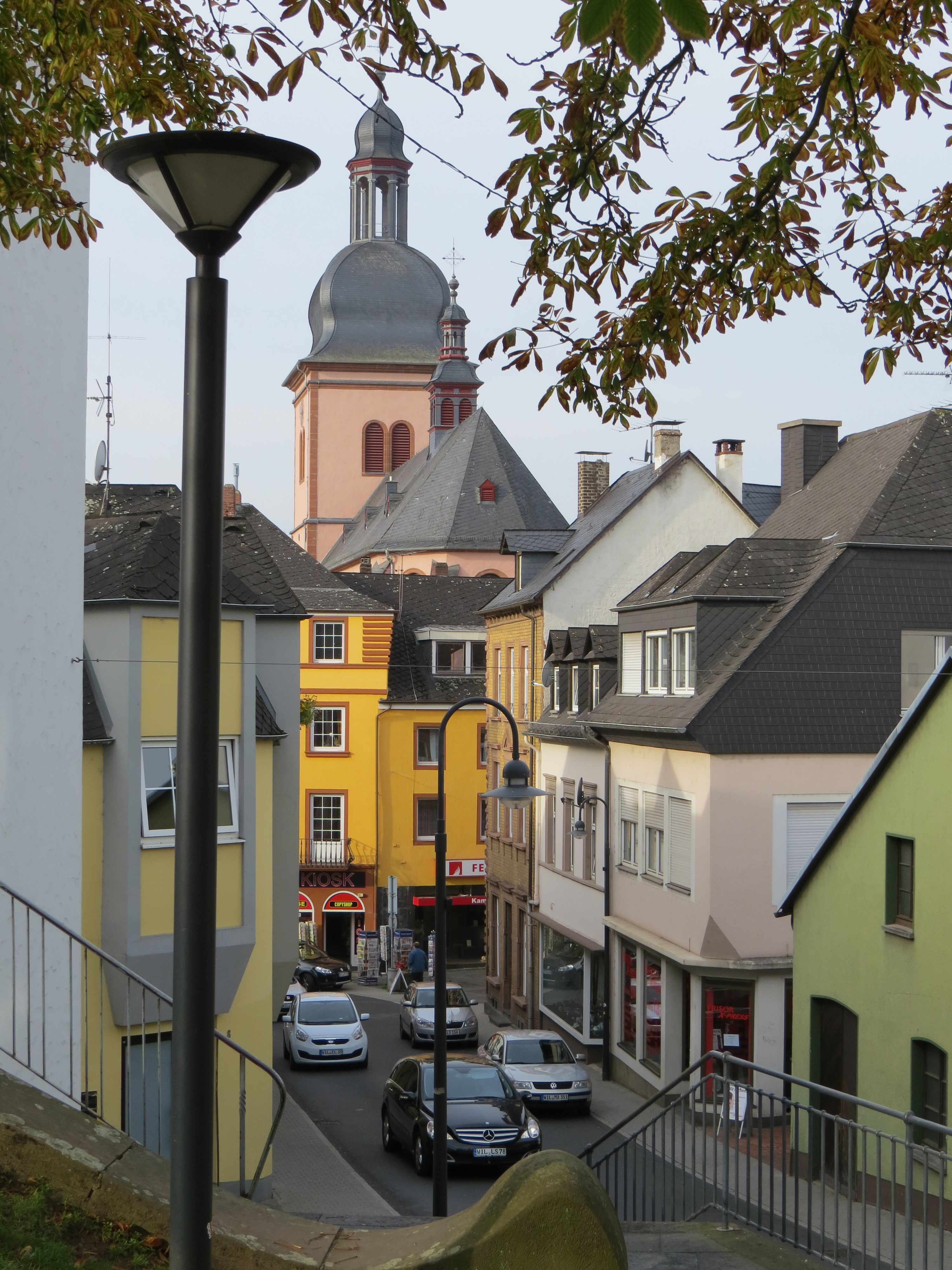
Wittlich – Stadtmitte (Schlossberg)

Wittlich an der Lieser ist die Kreisstadt des rheinland-pfälzischen Landkreises Bernkastel-Wittlich und Sitz der Verbandsgemeinde Wittlich-Land. Wittlich hat 19.049 Einwohner und ist ein Mittelzentrum. Die Stadt geht auf eine römische Gründung namens Vitellius zurück.

## Geographie

### Geographische Lage
Die Stadt liegt in der Südeifel an der Lieser in einem Seitental der Mosel am nördlichen Rand der Wittlicher Senke. Dieser Landschaftsraum wird im Westen von der Moseleifel und im Osten vom Moseltal begrenzt.
Die Höhenlage von Wittlich erstreckt sich von 137 m ü. NHN an der Lieser bei Altrich und Platten bis auf 454 m ü. NHN beim Distrikt Staudt im Wittlicher Stadtwald. Die Höhe der Innenstadt, gemessen am Marktplatz, beträgt 160 m ü. NHN.
Größere Zuflüsse der Lieser sind der Rommelsbach, der Sterenbach mit dem Sterenbachsee und der Bieberbach mit dem Schattenbach im Osten der Stadt.

### Stadt- bzw. Gemeindeteile
- Bombogen (Ortsbezirk)
  - Weierhof
- Dorf (Ortsbezirk)
- Lüxem (Ortsbezirk)
  - Finnbachhof
- Neuerburg (Ortsbezirk)
  - Nikolaushof
  - Scheuerhof
  - Seitertshof
  - Ulmenhof
- Wengerohr (Ortsbezirk)
  - Missionshaus St. Paul
  - Wahlholz
  - Hof Braunenstein
- Wittlich (Kernstadt)
  - Abachsmühle
  - Bastenmühle
  - Gut Blumenscheid
  - Bohlensmühle
  - Hof Breit
- Brückenmühle
- Hof Failz
- Landhaus Felsenburg
- Fintenhof
- Forsthaus Failz
- Grünewald
- Hasenmühle
- Haus Kaster
- Helenenhof
- Hinter der Breit
- Haus Huwer
- Haus Kunk
- Mariahof
- Neumühle
- Quellenhof
- Rotmühle
- Walburgishof
- Zweibächen
- Layenhof
- Weinhof Portnersberg

(Quelle unter: Die genannten Ortsbezirke waren bis zum 7. Juni 1969 eigenständige Gemeinden.)

### Nachbargemeinden
Nachbargemeinden sind Greimerath, Flußbach, Bausendorf, Zeltingen-Rachtig, Platten, Altrich, Dreis, Bergweiler, Hupperath, Minderlittgen und Plein.

### Klima
Der Jahresniederschlag für Wittlich beträgt 721 mm und die Anzahl der Sonnenstunden summiert sich auf 1861 Stunden. Die mittlere Luftfeuchte liegt bei 84 % und die mittlere Lufttemperatur (2 m) bei 9,7 °C. Die Angaben beziehen sich auf einen Zeitraum von 1994 bis 2012.

## Geschichte

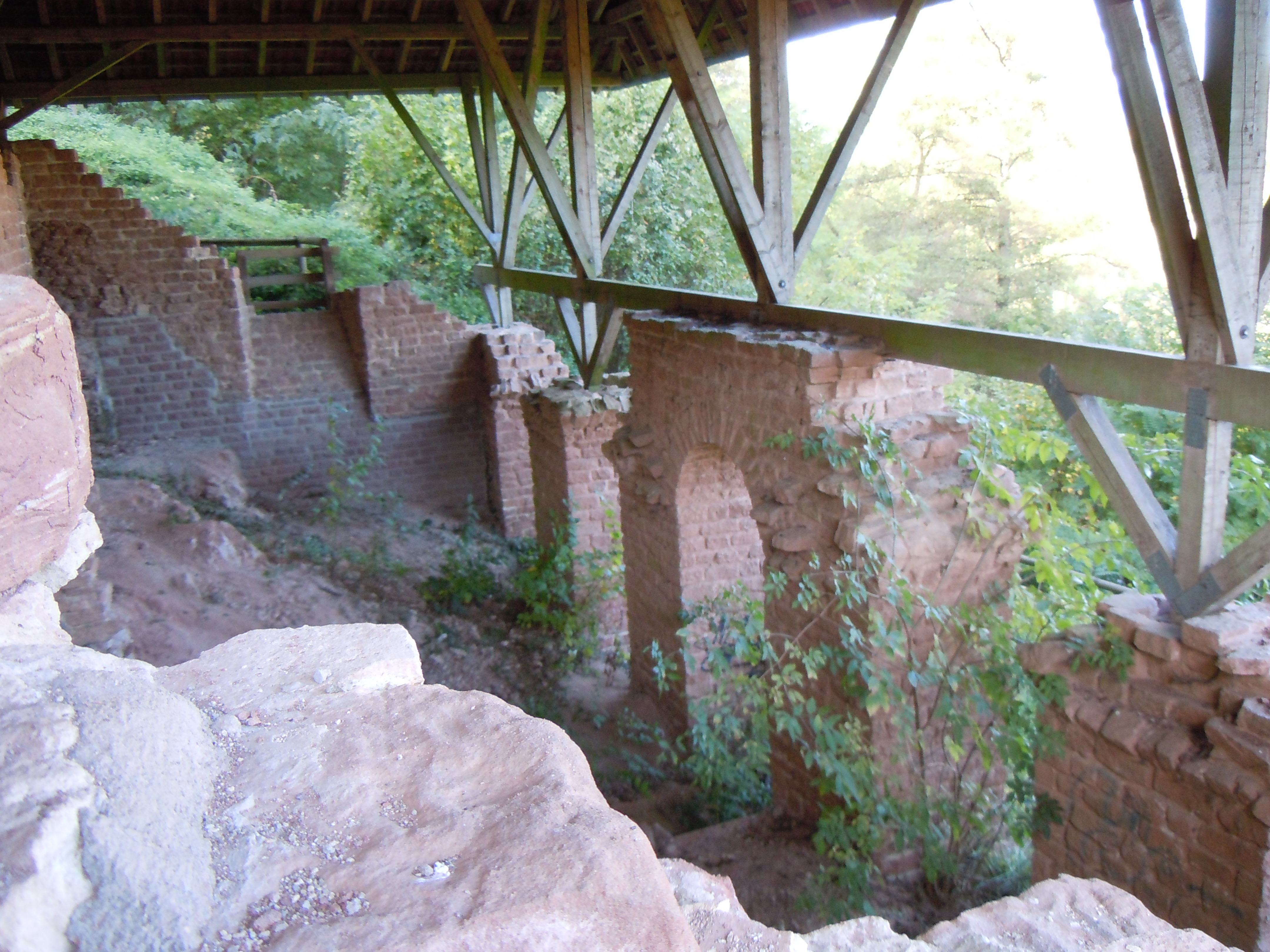
Römische Villa

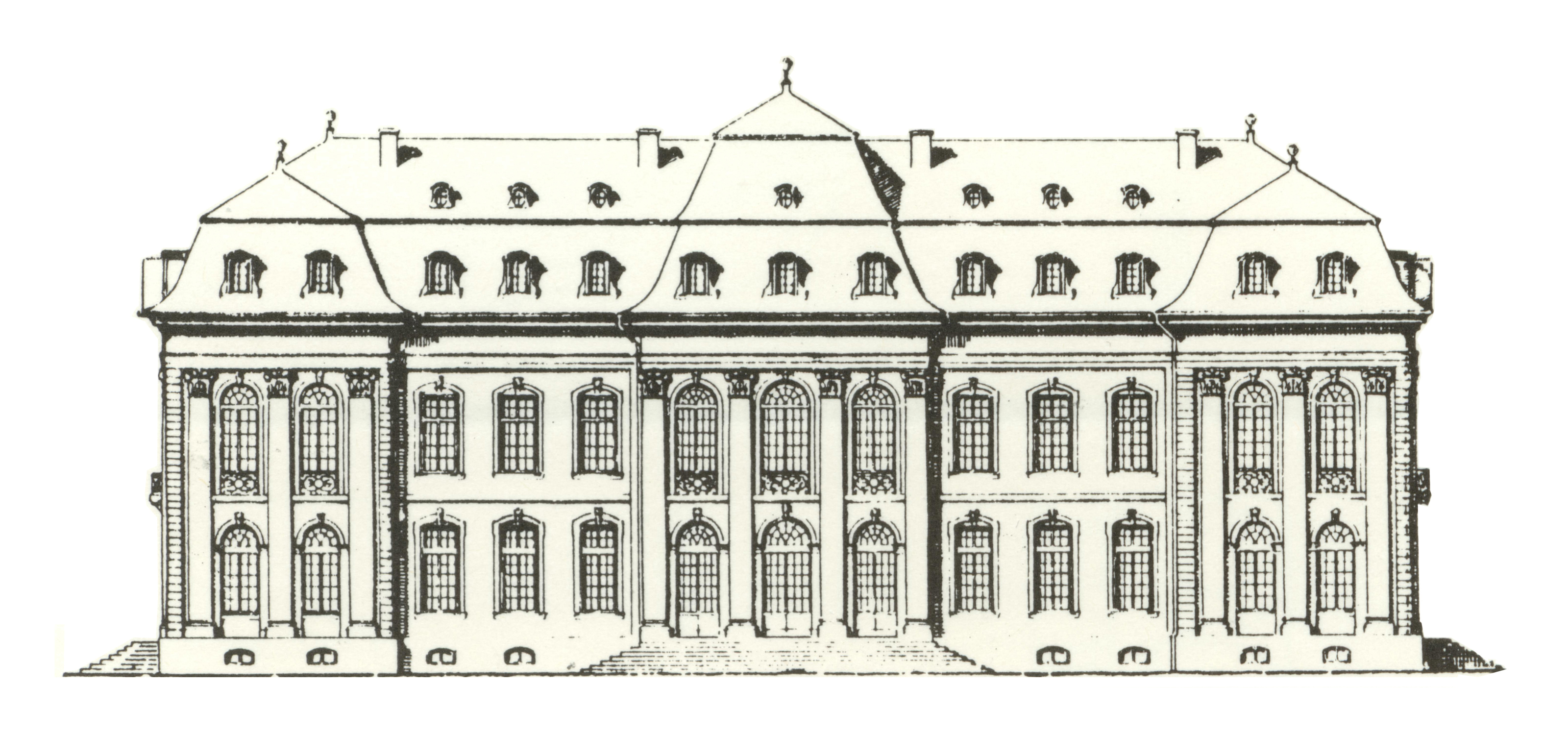
Skizze von Schloss Philippsfreude

Die ältesten bekannten Überreste menschlicher Siedlungstätigkeit stammen aus dem 3. Jahrhundert v. Chr. In römischer Zeit bestand direkt an der Lieser, unter der heutigen Autobahnbrücke eine stattliche Villa rustica.
Die erste schriftliche Nennung Wittlichs stammt aus dem Jahr 1065.
Wittlich gehörte nicht – wie in der älteren Literatur immer wieder zu lesen – zu den 1291 von König Rudolf von Habsburg mit Stadtrecht versehenen Orten, sondern erhielt sein Stadtrecht erst im November 1300 durch den Trierer Erzbischof Dieter von Nassau.
Der Bau des erzbischöflichen Schlosses Ottenstein am heutigen Schlossplatz wurde 1428 vollendet. In der Folgezeit entwickelte sich die repräsentative Burganlage zu einer Nebenresidenz der Trierer Kurfürsten auf dem Weg zwischen Trier und Koblenz, in der beispielsweise mehrfach Urkunden ausgestellt wurden. 1531 starb Erzbischof Richard von Greiffenklau in den Räumen des Schlosses. Nach verschiedenen Umbauten im 16. und 17. Jahrhundert ließ Kurfürst Johann Philipp die Anlage 1763 zu einem barocken Lustschloss umbauen, Philippsfreude genannt.
Im Kurfürstentum Trier, das bis 1803 existierte, bildete das Amt Wittlich einen Verwaltungsbezirk. In französischer Zeit existierte der Kanton Wittlich im Saardepartement. Danach wurde Wittlich Sitz der preußischen Bürgermeisterei Wittlich und des Kreises Wittlich.
Im Zuge der Industrialisierung siedelten sich ab Ende des 19. Jahrhunderts Großunternehmen in der bis dahin agrarisch geprägten Stadt an: 1897 wurde die Wittlicher Ton- und Dampfziegelei errichtet. 1898 wurde das Unternehmen Weinpressenbau Merrem & Knötgen gegründet. 1913/1914 folgte die Sperrholzfabrik Kümmel & Co. und 1921 die Schuhcremefabrik Ermann-Bach. Der Weinanbau erhielt um die Jahrhundertwende durch den Zuzug von Winzern aus der Mittelmoselregion neue Impulse.
1912 wurde in Wittlich das erste deutsche Jugendgefängnis errichtet, das auch heute an die Justizvollzugsanstalt Wittlich angrenzt.
1938 wurde Wittlich Garnisonsstadt. Die Kasernengebäude wurden nach 1945 von der französischen Besatzungsmacht übernommen. Im Zweiten Weltkrieg wurden 30 Prozent der Wohnungen stark oder völlig zerstört. In der Stadt kommen 70 Wittlicher Bürger sowie 34 Kriegsgefangene während des Krieges ums Leben. Außerdem fallen 322 Soldaten. Mindestens 86 Wittlicher Juden wurden in Konzentrationslagern ermordet.
1950 rief Bürgermeister Mehs die Säubrennerkirmes ins Leben. 1969 wurden die Orte Bombogen, Dorf, Lüxem, Neuerburg und Wengerohr nach Wittlich eingemeindet. 1970 wird die Autobahn A 48 von Koblenz bis Wittlich fertiggestellt und 1975 nach Trier verlängert. Der Innenstadtverkehr wurde 1993/1994 durch den Bau der Südtangente entlastet.
Am 9. November 1974 starb der RAF-Terrorist Holger Meins in der Wittlicher Justizvollzugsanstalt an den Folgen eines Hungerstreiks.
Im Jahr 2009 wurde die Stadt Wittlich in das Programm Aktive Stadtzentren des Landes Rheinland-Pfalz aufgenommen.
- Neugestaltung des Geländes rund um das Missionshaus St. Paul: Bau eines Generationendorfes sowie Seniorenheim, Pfadfinderunterkunft, Ärztehaus, Ausflugslokal und Hotel.

### Einwohnerstatistik
Die folgende Tabelle zeigt die Entwicklung der Einwohnerzahlen auf dem Gebiet der Stadt. In Wittlich leben Menschen aus 86 Nationen. Der Ausländeranteil liegt bei 15 % (Gesamtdeutschland 22 %, Rheinland-Pfalz 10 %).
| Wittlich: Einwohnerzahlen von 1815 bis 2023 | Wittlich: Einwohnerzahlen von 1815 bis 2023 | Wittlich: Einwohnerzahlen von 1815 bis 2023 | Wittlich: Einwohnerzahlen von 1815 bis 2023 | Wittlich: Einwohnerzahlen von 1815 bis 2023 |
| ------------------------------------------- | ------------------------------------------- | ------------------------------------------- | ------------------------------------------- | ------------------------------------------- |
| Jahr                                        |                                             |                                             |                                             | Einwohner                                   |
| 1815                                        | 1815                                        |                                             | 2.855                                       | 2.855                                       |
| 1835                                        | 1835                                        |                                             | 4.395                                       | 4.395                                       |
| 1871                                        | 1871                                        |                                             | 4.792                                       | 4.792                                       |
| 1905                                        | 1905                                        |                                             | 7.661                                       | 7.661                                       |
| 1939                                        | 1939                                        |                                             | 12.017                                      | 12.017                                      |
| 1950                                        | 1950                                        |                                             | 11.465                                      | 11.465                                      |
| 1961                                        | 1961                                        |                                             | 12.972                                      | 12.972                                      |
| 1970                                        | 1970                                        |                                             | 14.215                                      | 14.215                                      |
| 1987                                        | 1987                                        |                                             | 15.224                                      | 15.224                                      |
| 1999                                        | 1999                                        |                                             | 17.567                                      | 17.567                                      |
| 2011                                        | 2011                                        |                                             | 18.237                                      | 18.237                                      |
| 2016                                        | 2016                                        |                                             | 18.748                                      | 18.748                                      |
| 2023                                        | 2023                                        |                                             | 19.718                                      | 19.718                                      |
|                                             |                                             |                                             |                                             |                                             |

### Konfessionsstatistik
Mit Stand 30. Juni 2005 waren von den Einwohnern 64,1 % römisch-katholisch, 16,0 % evangelisch und 19,9 % waren konfessionslos oder gehörten einer anderen Glaubensgemeinschaft an. Der Anteil der Protestanten und Katholiken an der Gesamtbevölkerung ist seitdem beträchtlich gesunken. Mit Stand Dezember 2024 lag der Anteil der katholischen Bürger bei 40,1 %, der evangelischen bei 11,0  % und der Sonstigen bei 48,9 %.

### Industrialisierung

#### Soziale und wirtschaftliche Entwicklung im 19. Jh.
Die soziale und wirtschaftliche Entwicklung vor und während der Industrialisierung in Wittlich war geprägt von Bevölkerungswachstum, Auswanderung und Sozialfürsorge aufgrund wachsender Armut.
Sozialfürsorge und Auswanderung
Die gewachsene Bevölkerung bestand zu einem Großteil aus armen Leuten. Daher wurde zur Bekämpfung der Hungersnot der „Verein von Wittlich“ (1817) gegründet. Die erste institutionalisierte Umsetzung der Armenunterstützung in der Stadt Wittlich ging von einer Wittlicher Frauenbewegung aus, die den Armen Hilfe bot, indem sie ihnen Nahrung und Geld spendete. Am 17. Januar 1832 entstand in Wittlich eine „Armen-Koch-Anstalt“ (vergleichbar mit der Wittlicher Tafel).:326 f.
Aufgrund von Missernten (1846/47), zwingendem Militärdienst, schlechten Lebensbedingungen und Zukunftsaussichten, Mangel an Arbeit, hohen Steuern und Benachteiligung vieler Moselwinzer nahm seit Mitte des 19. Jahrhunderts die Auswanderung von Wittlich aus zu. Auswanderungsziele waren Amerika, Russland, Rumänien oder Nordafrika (Algerien). Es konnte sich fast ausschließlich der Mittelstand eine Auswanderung leisten, da diese mit hohen Kosten und einer Absicherung verbunden war. In den Jahren 1840–1871 wurden 2133 Übersee-Auswanderer notiert.:317–325
Bevölkerungswachstum und Wirtschaft
Das Bevölkerungswachstum nahm zu Beginn des 19. Jahrhunderts aufgrund der hohen Wirtschaftsaktivität überproportional zu. Zwischen den Jahren 1820 und 1900 stieg die Bevölkerungszahl Wittlich von 2002 auf 4066 Bewohner an. Im 20. Jahrhundert wuchs die Bevölkerung in nur 8 Jahren vergleichsweise schnell um 2000 Bewohner an.
Außerdem gab eine Vielzahl an Verwirklichungen von Großprojekten, wie beispielsweise dem Kreiskrankenhaus (1900) und der Strafanstalt (1902).:314–316
Während des 19. bis Anfang des 20. Jahrhunderts war Wittlich durch die Märkte der ackerbaubetreibenden und ländlichen Bevölkerung geprägt. Somit wurden weitestgehend lokale Interessen gedeckt. Im folgenden Verlauf des Eintrags werden die bedeutsamsten und die international sowie regional anerkanntesten Unternehmen Wittlich vorgestellt.:390 f.

#### Eisenbahnbau
Im Zuge des deutschlandweit aufkommenden Eisenbahnbaus wurde seit den 1850er Jahren über eine Moselbahn (Moselstrecke) von Koblenz nach Trier und eine damit einhergehende erhoffte Eisenbahnanbindung der Stadt Wittlich diskutiert.:137
Während des Deutsch-Französischen Kriegs 1870/71 wurde das Fehlen dieser Verbindung als gravierend wahrgenommen und die Planungen konkretisiert. Die im August 1871 vorgestellten Pläne wurden in Wittlich als negative Überraschung wahrgenommen, da die Moselbahn an Wittlich vorbei zwischen dem damals selbstständigen Dorf Wengerohr und Platten geführt werden sollte.:138 f.
In der Folge verfasste die Wittlicher Stadtverordnetenversammlung eine Vielzahl von Petitionen und Einlassungen an Reichsregierung und Reichstag, um die direkte Anbindung der Stadt an die Moselstrecke zu erreichen. Mit Verweis auf damit verbundene höhere Kosten durch die Überwindung eines größeren Höhenunterschieds blieben diese jedoch erfolglos.:139–144
Im Jahr 1879 wurde die Moselstrecke Koblenz-Trier eröffnet, der nächstgelegene Bahnhof für Wittlich befand sich wie auch heute noch am Rand von Wengerohr.:154
Unter anderem als Ergebnis der hartnäckigen Lobbyarbeit für eine Wittlicher Direktanbindung wurden in den folgenden Jahren folgende Teilstücke einer von Wengerohr ausgehenden Stichbahn eröffnet (seit den 1980ern stillgelegt)::155–166
- Wengerohr – Kues 1883
- Wengerohr – Wittlich 1885
- Wittlich – Daun 1909/10

#### Industrialisierung im 20. Jh.
Kelterfabrik Merrem & Knötgen

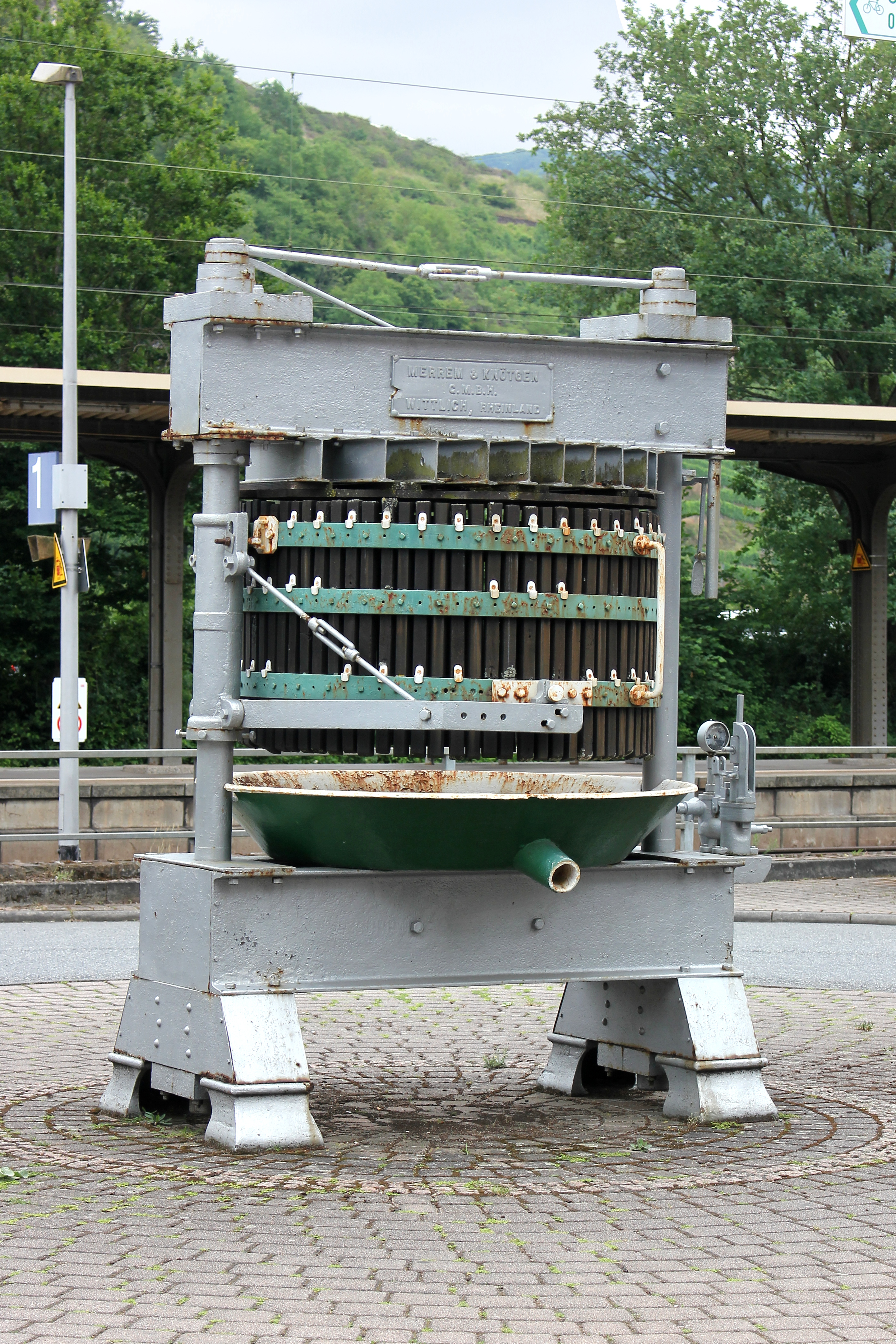
Historische Kelter von Merrem & Knötgen, ausgestellt am Bahnhof von Treis-Karden

Die Kelterfabrik Merrem & Knötgen wurde 1898 von den Gesellschaftern Joseph Merrem und Matthias Knötgen in Wittlich gegründet und befasste sich zu Beginn mit der Herstellung von Dampfsägewerken und der Anfertigung von Horizontalgattersägen.:356
Zudem versuchte sich das Unternehmen an der Gliederung des öffentlichen Stromnetzes und versorgte einige Privathaushalte, bis die Stadt Wittlich diesen Betriebszweig als Konkurrenz ansah.
Daraufhin legte das Unternehmen seinen Schwerpunkt auf die Anfertigung von Wein- und Obstpressen, Maschinen, Dampfmaschinen sowie Heuwendern, Jauchepumpen und ihre Reparatur.:358
Ihren größten Erfolg hatten die Unternehmer durch Herstellung von Keltern, mit denen sie auch die größten Exporterfolge erzielten.
Neue Maschinen wie Spindelpressen erleichterten ihre Arbeit und ermöglichten der großen Anfrage nachzukommen. Insgesamt wurden deutschlandweit 28 Anlagen des Unternehmens in Betrieb genommen.
Für ihre herausragenden gewerblichen Leistungen erhielten Merrem und Knötgen die bronzene Staatsmedaille 1912 sowie 1914 die Goldmedaille in Budapest. Durch ihre internationalen Vertretungen wie z. B. in Buenos Aires erlangten sie als erstes Wittlicher Unternehmen Weltgeltung und waren ein wichtiger Wirtschaftsfaktor in Wittlich, der viele Arbeitsplätze bot.:359
Im Jahr 1917 wurde die Fabrik an den Keltereifachmann Julius Heiden verkauft. Merrem & Knötgen überdauerte beide Weltkriege, bis Heiden jr. den Betrieb 1975 aus gesundheitlichen Gründen schloss.:362
Holzindustrie
Die Wittlicher Holzindustrie war ein wichtiger Zweig, der zum industriellen Aufschwung in Wittlich beitrug. Seit den 1910er Jahren gab es vielfältige Berichte über den Aufbau einer Holzindustrie, die immer konkreter wurden.:363 Dr. Baltz, der Vorsitzende des Vereins zur industriellen Entwicklung in der Südeifel, verfolgte ebenfalls die Entstehung des Unternehmens Firma Hausmann, Holzindustrie aus Blomberg, welches linksseitig der Bahnstrecke Wittlich-Daun erbaut wurde. Das Richtfest war am 13. Dezember 1913. Die Holzindustrie beschäftigte sich mit der Fertigung von Sperrholz, das wichtig für die Bau- und Möbelschreinerei war. Das Unternehmen wurde mehrmals verkauft und war auf der Gewerbeschau in Trier 1925 vertreten. Ende der 1920er Jahre geriet die Wittlicher Holzindustrie in Zahlungsschwierigkeiten, sodass 1929 ein Vergleichsverfahren zur Abwendung des Konkurses eröffnet wurde, welches das Amtsgericht Wittlich aufhob. Über den weiteren Verlauf der Holzindustrie in den 1930er Jahren gibt es keine weiteren Quellen, jedoch ist bekannt, dass die Firma sich Ende der 1930er Jahre zur größten Wittlicher Fabrik und zum größten Arbeitgeber entwickelte.:363–370
Säge- und Holzwerke
Ein herausgehobener Faktor der Industrialisierung in Wittlich waren die Holz- beziehungsweise Sägewerke, die sich mit Holzhandel, Holztrocknung, Holzverarbeitung, sowie Holzerzeugnissen beschäftigten. Nennenswerte Betriebe waren unter anderem das Säge- und Hobelwerk von Hubert Becker, das im Jahr 1889 gegründet wurde und damit einer der ältesten holzverarbeitenden Betriebe der Stadt Wittlich war. Etwas später, am 16. April 1920, wurde die „Wittlicher Holzwerke“ GmbH gegründet, welche, bis zu ihrer endgültigen Auflösung am 6. April 1926, mehrmals zum Verkauf beziehungsweise zur Versteigerung freigegeben wurde.:371–375
Chemische Fabrik Ermann und Co.
Als kleiner Unternehmer gründete der jüdische Bürger Salomon Ermann-Bach am 31. Januar 1884 ein Unternehmen zur Herstellung von Schmier- und Schuhfetten. In den ersten 25 Jahren war der Erfolg nur mäßig, im Jahr 1909 expandierte die Firma jedoch und beantragte ein neueres und größeres Fabrikgelände auf dem Kalkturm. Trotz Stagnation des Betriebes begannen die konkreten Planungen der Produktionsstätte unmittelbar nach dem Ersten Weltkrieg. Die neue Anlage wurde vermutlich 1921 fertiggestellt.
Die Firma wuchs nach und nach zu einer internationalen Größe an, da ihre „Ermin Schuhwichse“ sehr erfolgreich war und die Fabrik ihr Produktionsspektrum erweiterte. Man nahm an großen Messen teil und erweiterte das Fabrikgelände in den nachfolgenden Jahren erheblich. 1926 wurde die bisherige Einzelfirma in eine offene Handelsgesellschaft umgewandelt, an welcher Salomon Ermann-Bach, Josef Bach, sowie Otto und Alfred Ermann beteiligt waren. Zu dieser Zeit unternahm Alfred Ermann auch vermehrt Reisen durch einige Länder Europas, um für seine Produkte zu werben und den Absatzradius der Firma zu vergrößern.
Signifikant für Ermann & Co. ist die Erfindung der „Sprungdeckeldose“, einer Blechdose, welche mit einer Sprungfeder versehen war und automatisch aufsprang, wenn man den Verschluss öffnete.
Trotz ihres hohen Bekanntheitsgrades wurden die Eigentümer der Firma im Rahmen der Arisierung jüdischer Betriebe 1936 enteignet. Geplant war, dass der Konzern gegen eine Gebühr verpachtet werden sollte, jedoch wurden die Pächter schon nach kurzer Zeit vertragsbrüchig und die Zahlungen blieben aus. Aufgrund ihrer jüdischen Herkunft wurden die Inhaber in Briefen beschimpft und selbst ein Gerichtsverfahren bewirkte keine Veränderung. Ende 1941 wurde dann auch Alfred Ermanns Konto von den Nationalsozialisten eingezogen. Alfred Ermann wurde nach erfolgter Emigration in die Niederlande 1943 im Vernichtungslager Sobibor ermordet.
Sonstige Fabriken
Für die Wirtschaftsentwicklung der Stadt waren neben großen Unternehmen auch viele kleinere von Bedeutung.
| Name der Fabrik                          | Besitzer                                                            | Erwähnung                                         | Sonstiges |
| ---------------------------------------- | ------------------------------------------------------------------- | ------------------------------------------------- | --- |
| Hefefabrik                               | Heinrich Neuerburg                                                  | 1866 geschlossen                                  | Burgstraße |
| Conditoreiwaren-Fabrik                   | Johann Peter Mohr                                                   | 1882 bestand sie noch                             | |
| Zuckerwaren-Fabrik                       | Johann Peter Mohr                                                   | 1888–1893                                         | |
| Wachslichter-Fabrik                      | Peter Pazen                                                         | Gründung 1890                                     | Trierstraße 173 |
| Mineralwasser- und Limonadenfabrik       | Christof/Philipp Oberst                                             | 1886 bis ca. 1906 gegründet (vermutlich in Trier) | |
| Limonadenfabrik                          | Peter Schäfer (wurde später von Heinrich Kaster übernommen)         | 1921                                              | Feldstraße 4 |
| Stuhl-Fabrik                             | Friedrich Becker                                                    | 1905 gegründet                                    | 1908 Geschäftverlegung nach Trier |
| Stuhl-Fabrik Carl Frings & Co            | Carl Frings                                                         | 1919 Einstellung von Mitarbeitern                 | |
| Stuhl-Fabrik mit Reparaturwerkstätte     | Johann Jost                                                         | 1909                                              | |
| Bürsten- und Pinselfabrik                | Emil Scheffmacher                                                   | 1905                                              | |
| Zigarren-, Tabak- und Zigarettengeschäft | Emil Scheffmacher                                                   | 1905                                              | |
| Strohhülsenfabrik                        | Johann Müller                                                       | 1912                                              | |
| Obstkraut- und Marmeladenfabrik          | Anton Lombard                                                       | 1917                                              | Sporgraben |
| Wittlicher Pyrolith-Werk                 | Matthias Josef Wagner/ Franz Fußhöller                              | 1921                                              | |
| Dampfziegelei Wittlich GmbH              | Geschäftsführer zur Gründungszeit: Hubert Kunibert Gerhard          | 1905                                              | 1908: Brand zerstört Fabrik 1910: Kauf der Fabrik durch Bauunternehmer Hubert Musselock: Besitzer bis 1918                                                 |
| Wittlicher Dampfziegelei Felzen & Meyer  | Peter Meyer & Conrad Felzen Ab 1936: Peter Meyer alleiniger Inhaber | 1918                                              | Versuch der Gründung einer Aktiengesellschaft durch Conrad Felzen 1923 1924: Verkauf von klinkerharten Ziegelsteinen und verschiedenen Sand- und Kiesarten |
| Ringofen-Ziegelei Neuerburg              | Jakob Neuerburg                                                     | 1906 gegründet                                    | 1920: Verkauf des Betriebs (Standort: Hahnerweg) |
| Cement-Ziegelei                          | Vermutlich Josef Merren                                             | Bis kurz vor 1900 (letztes Angebot 1899)          | |
| Trockenpreß-Ziegelfabrik                 | Peter Joseph Pantenburg                                             | 1908                                              | Vermutlicher Bestand bis 1914 |

## Politik

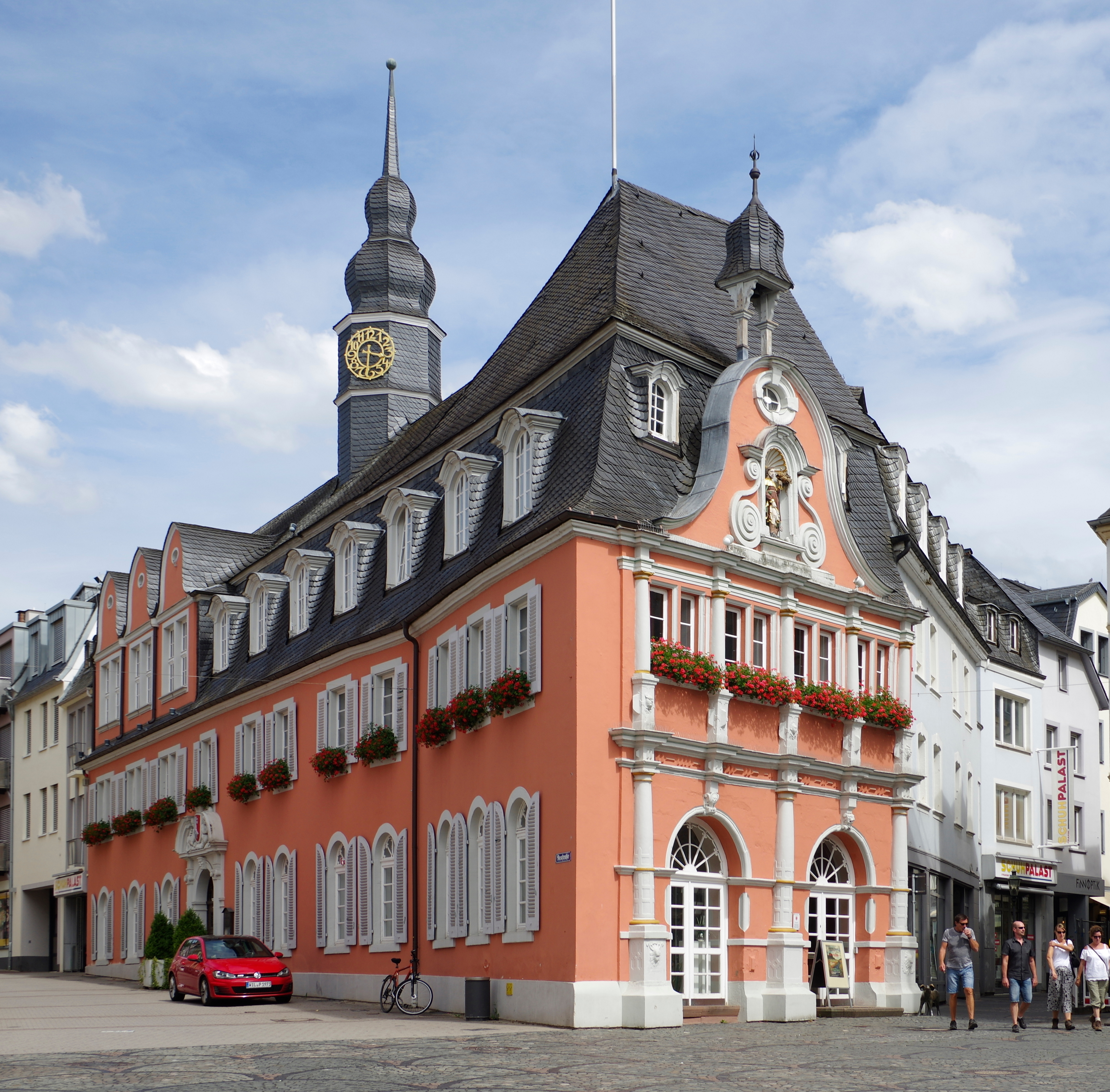
Altes Rathaus am Markt

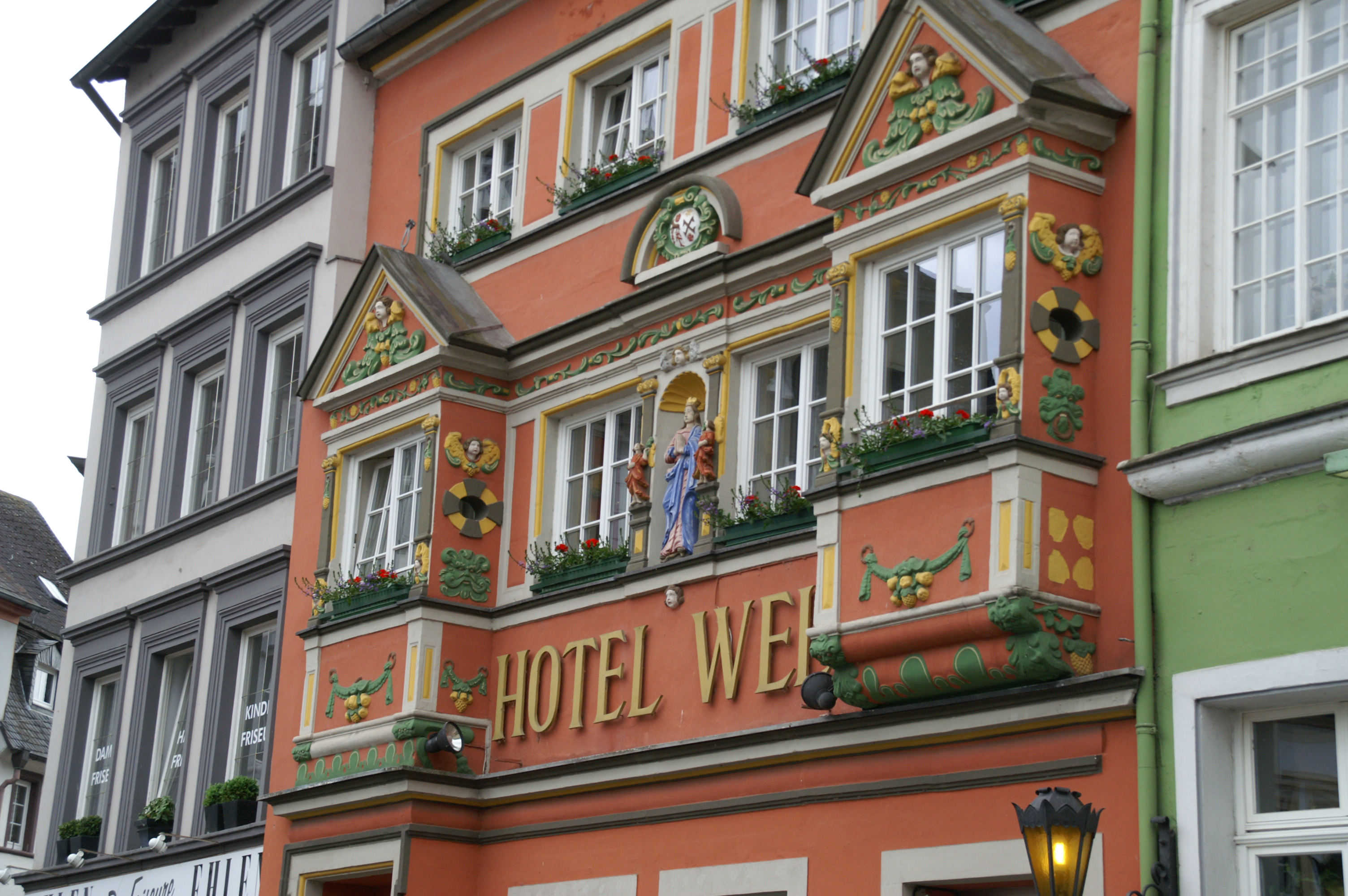
Häuserensemble am Marktplatz

### Stadtrat
Der Rat der Stadt Wittlich besteht aus 32 Mitgliedern. Dies ist die festgelegte Anzahl für eine Gemeinde mit einer Einwohnerzahl zwischen 15.001 und 20.000. Der Stadtrat wird bei den Kommunalwahlen für jeweils fünf Jahre gewählt.
Sitzverteilungen:
| Kommunalwahl  | SPD | CDU | Grüne | AfD | FDP | Linke | FWG | Gesamt   |
| ------------- | --- | --- | ----- | --- | --- | ----- | --- | -------- |
| 09. Juni 2024 | 7   | 13  | 4     | –   | 2   | –     | 6   | 32 Sitze |
| 26. Mai 2019  | 7   | 11  | 6     | 1   | 3   | 1     | 3   | 32 Sitze |
| 25. Mai 2014  | 8   | 14  | 4     | –   | 2   | 1     | 3   | 32 Sitze |
| 07. Juni 2009 | 8   | 13  | 4     | –   | 3   | 1     | 3   | 32 Sitze |
| 13. Juni 2004 | 9   | 14  | 3     | –   | 3   | –     | 3   | 32 Sitze |
| 13. Juni 1999 | 10  | 16  | 2     | –   | 2   | –     | 2   | 32 Sitze |

### Bürgermeister
Im Juni 2009 wurde Joachim Rodenkirch (CDU) im ersten Wahlgang zum Nachfolger von Ralf Bußmer (CDU) als hauptamtlichen Bürgermeister gewählt. Am 12. März 2017 wurde er mit einem Stimmenanteil von 91,7 % für weitere acht Jahre in seinem Amt bestätigt.
Unterstützt wird der Bürgermeister von drei Beigeordneten, diese sind momentan (Stand Mai 2024) Elfriede Meurer (CDU, 1. Beigeordnete), Elfriede Marmann (SPD) und Michael Wagner (Bündnis 90/Die Grünen).
Vorherige Bürgermeister
- Dr. Heinrich Lesker (1945–1946)
- Matthias Joseph Mehs (1946–1953)
- Dr. Lambert Soesters (1953–1970)
- Karl-Adolf Orth (1970–1977)
- Joseph Graf von Walderdorff (1978–1981)
- Helmut Hagedorn (1981–2001)
- Ralf Bußmer (2002–2009)

### Wappen
Die Blasonierung lautet:
In rotem Feld parallel nebeneinander zwei aufrecht, mit dem Schlüsselbart nach oben voneinander abgekehrte silberne Schlüssel mit übereinandergelegten Griffen, wobei der linke über dem rechten angeordnet ist.
Die Mauerkrone ist Zierelement des Wappens: ein Zinnenturm mit offenem Tor in der Mitte zwischen Mauern und Zinnen.

### Städtepartnerschaften
- Boxtel, Niederlande, seit 1959
- Brunoy, Frankreich, seit 1979
- Wellingborough, Vereinigtes Königreich, seit 1993
- Zossen, Deutschland, seit 1991

## Kultur und Sehenswürdigkeiten

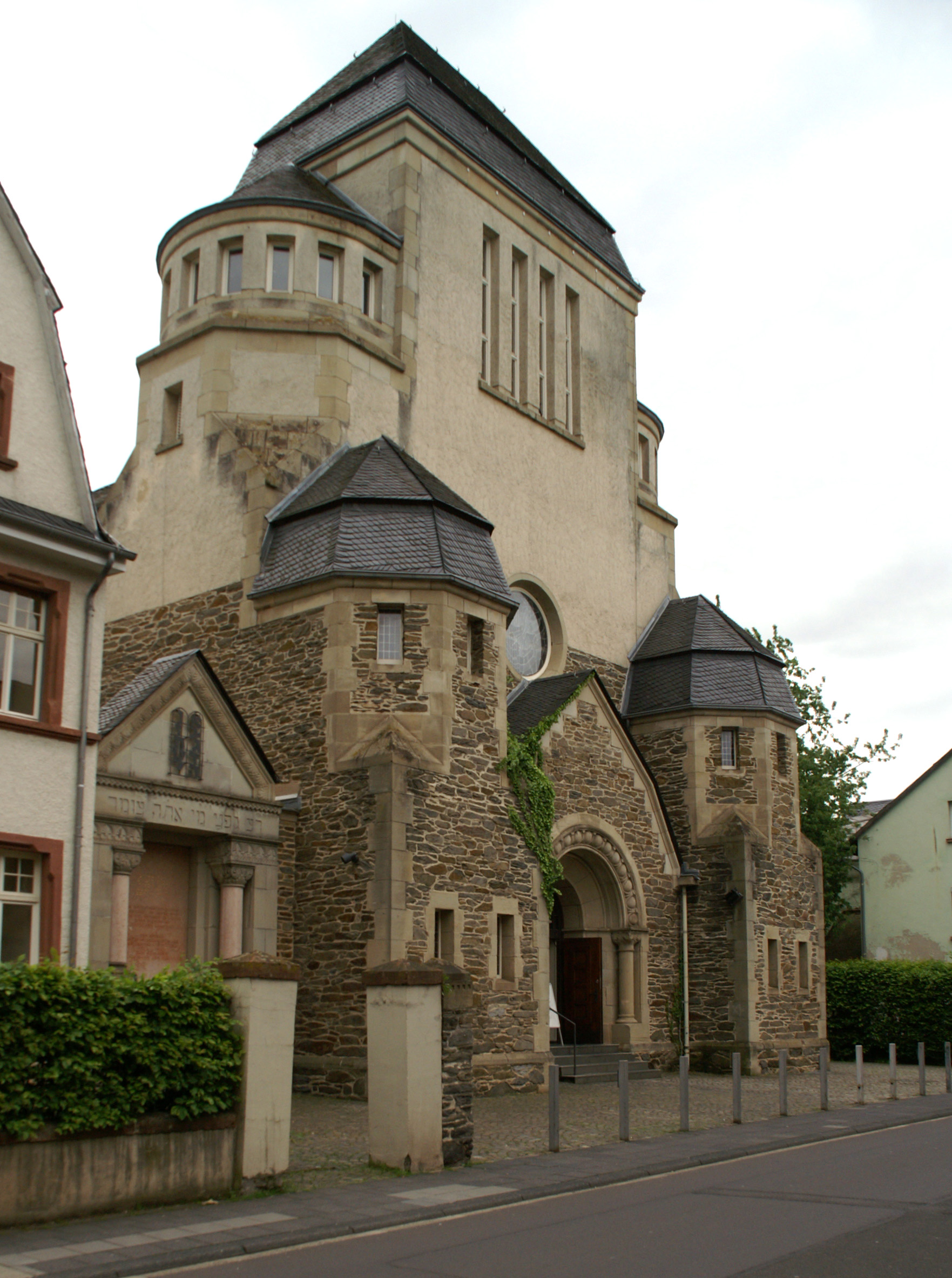
Ehemalige Synagoge in der Himmeroder Straße

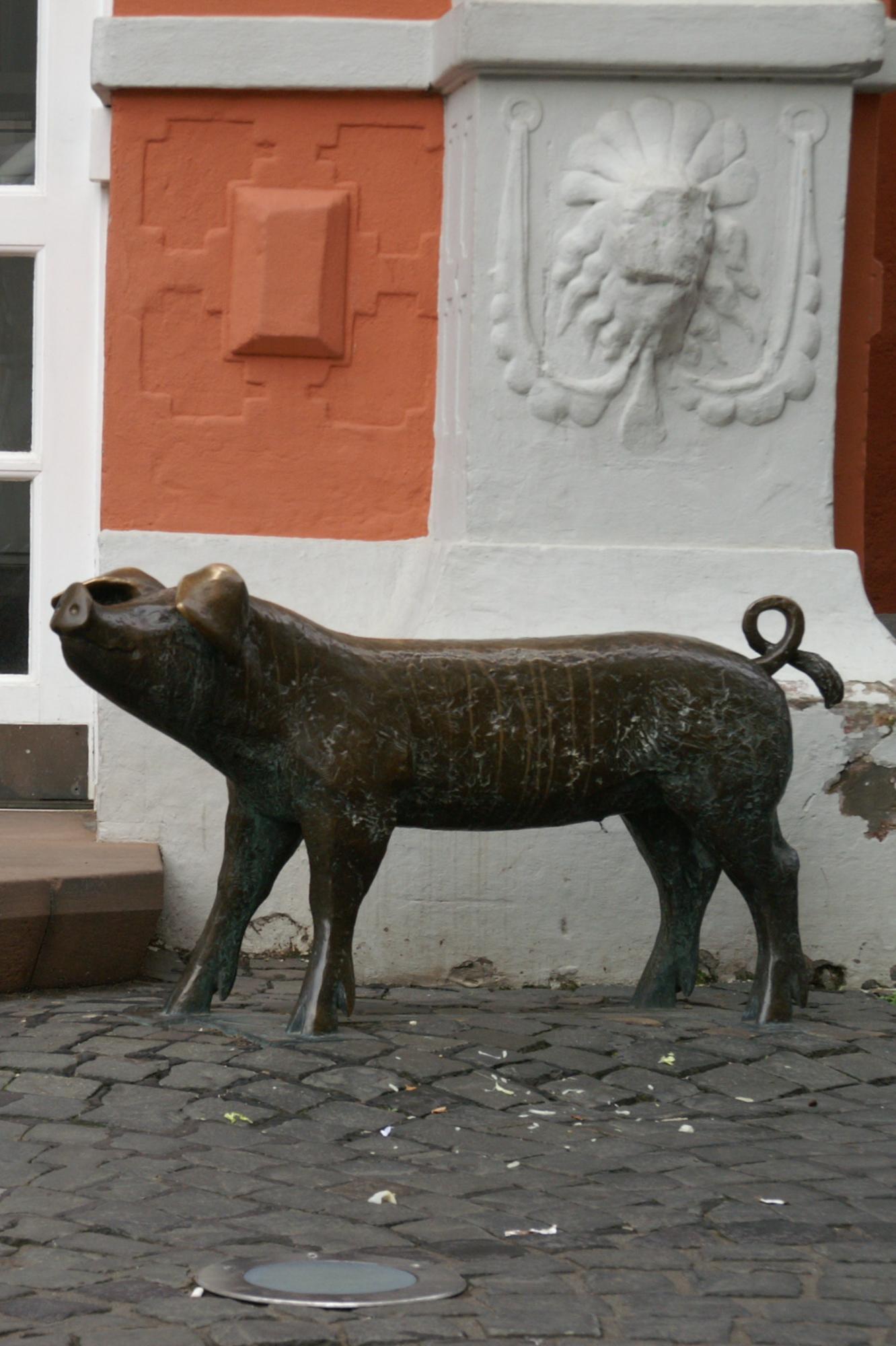
Bronzeskulptur zur Erinnerung an die Säubrennersage auf dem Wittlicher Markt

### Bauwerke
- Das Alte Rathaus am Marktplatz beherbergt einen kleinen Teil des künstlerischen Nachlasses des Malers Georg Meistermann und erlangte zwischenzeitlich unter dem Namen Georg-Meistermann-Museum Bedeutung als Ort für zeitgenössische Kunst. 2010 wurde es vor der Hanns-Scherl-Jubiläumsausstellung[22] in Städtische Galerie für moderne Kunst zurückbenannt. Seit 2015 heißt sie Städtische Galerie im alten Rathaus Wittlich, womit das neue Ausstellungskonzept zum Ausdruck kommt, in dem die moderne Kunst eine untergeordnete Rolle einnimmt.[23]
- Ehemalige Synagoge, heute Kultur- und Tagungsstätte mit Dauerausstellung Jüdisches Leben in Wittlich
- „Türmchen“, Teil eines alten Stadttors
- Barocke Pfarrkirche St. Markus
- Neugotische Evangelische Christuskirche
- Reste einer römischen Villa (villa rustica) an der Lieser zwischen Wittlich und Altrich gelegen, neben der Bundesautobahn 1. Bei Ausgrabungen zwischen 1904 und 1907 sowie 1940 bestand diese noch in hervorragendem Zustand, wurde aber in den 1970er Jahren für den Bau einer Autobahnbrücke teilweise zerstört.[24]
- Missionshaus St. Paul der Steyler Missionare (im Herbst 2005 geschlossen) mit der Kirche St. Paul. Der 1969 von Peter van Stipelen errichtete Bau wurde 2010 zur 37. Autobahnkirche erklärt und ist seit 2012 auch eine offizielle Radwegekirche.
- Haus Daus in der Karrstraße 19–21 zählt zu den ältesten Bürgerhäusern von Wittlich

### Stolpersteine
Seit 2014 sind in Wittlich auf dem Grundstück des Landes Rheinland-Pfalz, am Eingang der Justizvollzugsanstalt, die ersten Stolpersteine des Künstlers Gunter Demnig, die ohne jegliche städtische Unterstützung von der Georg-Meistermann-Gesellschaft verlegt wurden, zum Gedenken an die NS-Opfer zu sehen.

### Regelmäßige Veranstaltungen
Die Wittlicher Fastnacht wird jährlich von den beiden Karnevalsvereinen Schääl Saidt e. V. und Narrenzunft Rot-Weiß e. V. ausgerichtet. Am dritten Augustwochenende findet die Säubrennerkirmes statt, eines der größten Volksfeste in Rheinland-Pfalz. Die Kirmes wurde 1950 vom damaligen Bürgermeister Matthias Joseph Mehs ins Leben gerufen, gründet sich aber auf die mittelalterliche Säubrennersage. Im Oktober findet jährlich das größte Oktoberfest in Rheinland-Pfalz statt. 

## Wirtschaft und Infrastruktur
Die Einzelhandelszentralität von Wittlich zählt seit Jahren zu den höchsten in Rheinland-Pfalz. Im Jahr 2024 wies Wittlich mit 244,2 den höchsten Wert in der Region Trier auf.

### Unternehmen (Auswahl)
- Die Schlachterei Simon Fleisch besteht seit 1850.
- 1912 baute der Fabrikant Bernhard Hausmann ein Zweigwerk seiner Blomberger Holzindustrie in Wittlich. Nach zweimaligem Besitzerwechsel existierte das Werk bis 1964 und war zeitweise mit 500 Arbeitern der größte Arbeitgeber in Wittlich.[28]
- Die Dr. August Oetker Nahrungsmittel KG betreibt im Stadtteil Wengerohr ihr größtes von insgesamt vier Pizza-Werken.[29]
- Die Goodyear Dunlop Tires Germany GmbH betreibt in Wittlich ein Werk, das etwa seit Juli 2016 auf die Produktion von LKW-Reifen spezialisiert ist.[30]
- Die Franklin Electric Europa GmbH ist ein Hersteller von Unterwassermotoren für Grundwasserpumpen. Seit 1964 ist in Wittlich das europäische Hauptquartier der amerikanischen Mutter Franklin Electric Company Inc.
- Seit dem 2. Juni 1964 besteht das Ideal-Standard-Armaturenwerk.
- Ab dem 30. Juli 2018 legt die Benninghoven GmbH & Co. KG ihre Produktionsstandorte in Wittlich und Mülheim an der Mosel in Wittlich-Wengerohr zusammen. Zu diesem Zweck wurde dort ein Produktionswerk für Asphaltmischanlagen errichtet.

### Öffentliche Einrichtungen (Auswahl)
- Amtsgericht Wittlich
- St.-Elisabeth-Krankenhaus[31]
- Sport- und Veranstaltungshalle „Eventum“[32]
- Vitelliusbad (Hallen- und Freibad)
- Volkshochschule Wittlich Stadt und Land[33]
- Stadtbücherei Wittlich und Kreisergänzungsbücherei Bernkastel-Wittlich
- Nebenstelle der Hochschule der Polizei Rheinland-Pfalz
- Einheiten des Polizeipräsidiums Einsatz, Logistik und Technik

### Medien
Wittlich hat einen Offenen Kanal (Offener Kanal Wittlich), der mehrmals in der Woche über die aktuellen Ereignisse aus den Kommunen, über Veranstaltungen u. ä. berichtet. Der 2010 gegründete Hörfunksender Radio Wittlich wurde mangels Rentabilität am 31. Juli 2015 wieder eingestellt.

## Verkehr

### Straßenverkehr

Rufbusse in Wittlich, 2016–2020

Wittlich ist an die A 1 Köln–Saarbrücken und an die A 60 Richtung Lüttich/Liège (Belgien) angebunden. In Wittlich kreuzen sich die Bundesstraßen 49 und 50. Vom Autobahnkreuz Wittlich führt die vierspurige Bundesstraße 50 mit der Hochmoselbrücke in Richtung Rhein-Main-Gebiet.
Wittlich wird bedient von den Buslinien des Verkehrsverbundes Region Trier.
Nachdem die Fahrgastzahlen hinter den Erwartungen zurückblieben, ersetzte 2016 die Stadt eine innerstädtische Buslinie durch einen Rufbus. Unter dem Namen Wittlich Shuttle wurde das Rufbuskonzept von der DB Regio Bus Rhein-Mosel, der Firma Ioki und der Stadt Wittlich getragen. Es wurde von bis zu 1.000 Fahrgästen im Monat genutzt.
Der Fahrdienst wurde Ende 2024 eingestellt.

### Bahnverkehr

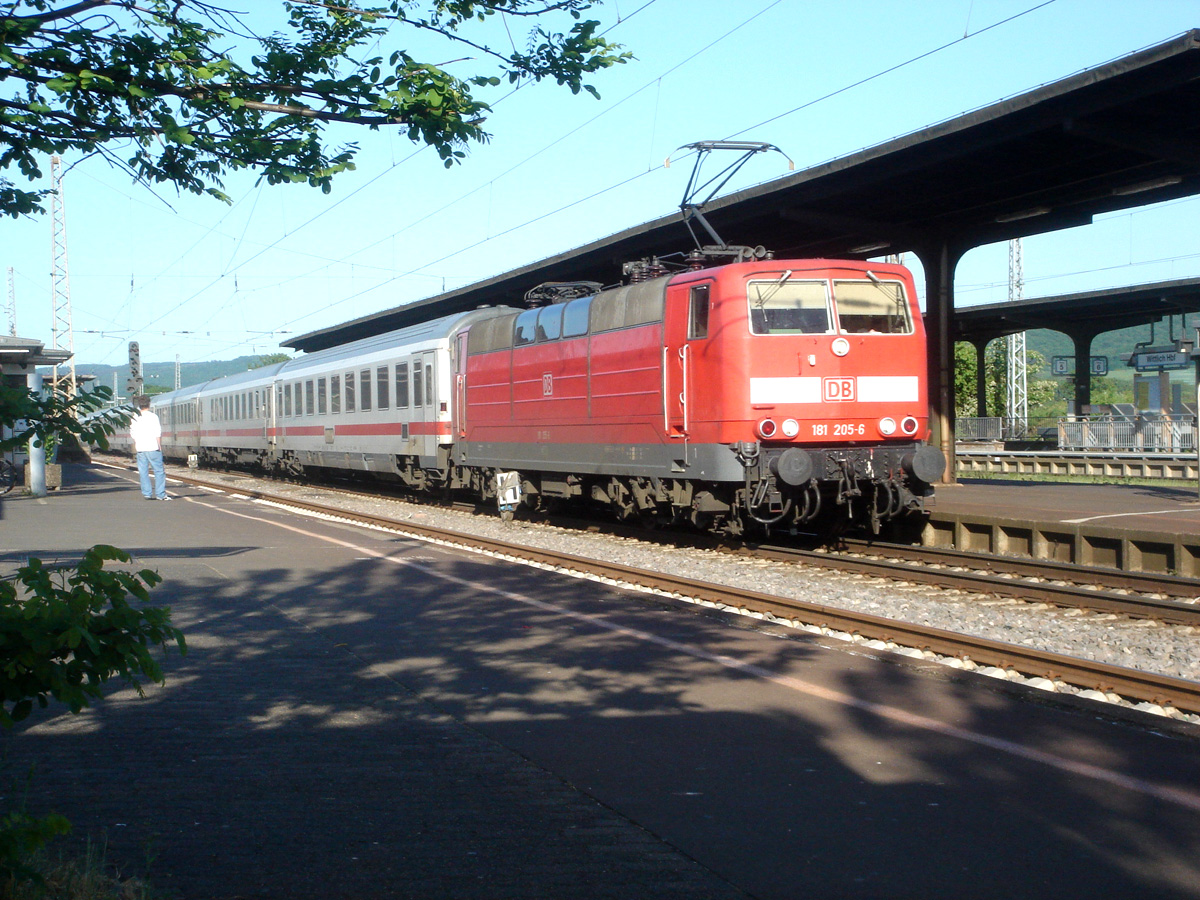
DB-Intercity in Wittlich Hbf, 2007

Der Hauptbahnhof liegt im Stadtteil Wengerohr an der Moselstrecke. Zwischen Wittlich Hauptbahnhof und dem Stadtzentrum von Wittlich gibt es eine Busverbindung. Der ehemalige Stadtbahnhof von Wittlich (heute ZOB) lag an der Bahnstrecke Wengerohr–Daun. Hier wurde zwischen 1981 und 1988 der  Personenverkehr beendet; die Strecke wurde zu einem Radweg umgebaut. An dieser Verbindung gab es 3,4 km nördlich von Wittlich Stadt den Haltepunkt Wittlich-Grünewald und 4,3 km südlich lag Wittlich Hbf.

### Flugverkehr
- Die nächstgelegenen Flughäfen sind Luxemburg und Frankfurt-Hahn, jeweils in etwa 40 Minuten zu erreichen.
- Die Flughäfen Frankfurt und Köln/Bonn sind in etwa anderthalb Stunden mit dem Auto bzw. zweieinhalb Stunden mit der Bahn zu erreichen.
- Der Verkehrslandeplatz Trier-Föhren für die allgemeine Luftfahrt befindet sich 20 km südwestlich von Wittlich.

### Radverkehr
- Der Maare-Mosel-Radweg ist eine touristische Attraktion, die von Daun in der Vulkaneifel bis an die Mosel nach Bernkastel-Kues führt. Mit dem Radlerbus können die Fahrräder von Bernkastel nach Daun über Wittlich transportiert werden.
- Der Radweg Wittlicher Senke führt durch die gleichnamige Senke nach Schweich an der Mosel.
- Radverkehrsanlagen sind innerorts nur rudimentär vorhanden, sie beschränken sich auf eingezeichnete Schutzstreifen an zwei Ausfallstraßen (Friedrichstraße, Trierer Landstraße). Im Fahrradklimatest des ADFC belegte Wittlich in der Ortsgrößenklasse unter 20.000 Einwohner im Jahr 2020 den 392. Platz unter 418 bewerteten Gemeinden[37].

## Persönlichkeiten

### Ehrenbürger
- Louis Constanz Berger (1829–1891), Industrieller und Politiker, Ehrenbürger der Stadt seit 1884
- Matthias Joseph Mehs (1893–1976), Politiker (Zentrum, später CDU), Heimatschriftsteller, Ehrenbürger der Stadt seit 1966, Begründer der Säubrennerkirmes
- Willi Schrot (1915–2016), Schlossermeister, Kommunalpolitiker (CDU), 1948–1979 Kreistagsmitglied, 1967–1979 Mitglied des rheinland-pfälzischen Landtags, Ehrenbürger der Stadt seit 2004
- Hans-Günther Heinz (1933–2024), Unternehmer und Politiker (FDP), Ehrenbürger der Stadt seit 2004

### Söhne und Töchter der Stadt
- Petrus Hund (um 1400–1469), Zisterzienser-Abt
- Mathias Agricius (1545–1613), Dichter, Humanist[38][39]
- Lothar Braun von Schmidtburg (1602–1687), kaiserlicher Obrist, Landkomtur der Deutschordensballei Lothringen und kurtrierischer Statthalter
- Jacob Merten (1809–1872), römisch-katholischer Geistlicher, Theologe und Philosoph
- Nikolaus Knopp (1814–1865), Geistlicher und Kirchenrechtler
- Theodor von Sell (1817–1891), Generalleutnant
- Mathias Mußweiler (1822–1902), Architekt
- Adolf Müller (1863–1943), Journalist, Politiker und Diplomat
- Claus Mehs (1866–1946), Architekt
- Fritz Bottler (1870–1922), Oberbürgermeister von Bonn
- Max René Hesse (1877–1952), Arzt, Schriftsteller, Romancier
- Emil Frank (1878–1954), Kaufmann, Vorsitzender der jüdischen Gemeinde Wittlich und Namensgeber des Emil-Frank-Instituts
- Georg Fischer (1881–1962), Verleger und Heimatschriftsteller, Inhaber des Georg Fischer Verlages (1906–1956)
- Eduard Wessel (1883–1944), preußischer Landrat in Wipperfürth, Siegburg und Erkelenz
- Matthias Joseph Mehs (1893–1976), Politiker (Zentrum, später CDU), Heimatschriftsteller
- Vitalis Pantenburg (* 1901), Ingenieur und Schriftsteller
- Robert Beyer (1901–1989), Komponist
- Erich Glückauf (1903–1977), SED-Funktionär
- Willi Schrot (1915–2016), Schlossermeister und Politiker (CDU), Mitglied des Landtags von Rheinland-Pfalz
- Walther Jakob Habscheid (1924–2015), Jurist
- Hermann Becker (1927–2000), Landrat
- Hans Friderichs (* 1931), Politiker (FDP), Bundesminister für Wirtschaft (1972–1977)
- Tony Munzlinger (* 1934), Maler und Cartoonist
- Alfred Beth (* 1940), Politiker (CDU) und Verwaltungsjurist
- Hermann Schäfer (* 1942), Historiker, ehem. Leiter der Abteilung Kultur und Medien im Bundeskanzleramt
- Hartmut Schreiber (* 1944), Ruderer, olympischer Bronzemedaillengewinner
- Joachim Kiefaber (* 1945), Politiker (FDP/DPS)
- Jochen Wambach (* 1950), Kernphysiker
- Susanne Amatosero (* 1952), Malerin, Hörspielautorin und Regisseurin
- Elfriede Marmann-Kunz (1952–2025), Politikerin (SPD)
- Dirk Maxeiner (* 1953), Journalist und Publizist
- Paul Thomes (* 1953), Historiker
- Herbert Jakob Weinand (1953–2025), Möbel-Designer und Innenarchitekt
- Günter Born (* 1955), Sachbuchautor
- Christian Klippel (* 1955), Schriftsteller
- Erich Könen (* 1955), Brigadegeneral
- Werner Follmann (* 1956), Präsident des Landessozialgerichts Rheinland-Pfalz
- Helmut Lörscher (* 1957), Musiker und Hochschullehrer
- Jürgen Pföhler (* 1958), Jurist und Politiker (CDU), von 2000 bis 2021 Landrat des Landkreises Ahrweiler
- Jörg Berres (* 1958), Präsident des Rechnungshofes Rheinland-Pfalz
- Martin Lames (* 1959), Sportwissenschaftler
- Georg Holkenbrink (* 1961), Domkapitular an der Hohen Domkirche zu Trier, Bischöflicher Offizial des Bistums Trier[40]
- Jürgen Roth-Lebenstedt (* 1962), zweifacher Deutscher Fußball-Amateurmeister mit Eintracht Trier und Schütze des „Tor des Monats“ Februar 1996 der ARD Sportschau
- Gudrun Hentges (* 1964), Politologin
- Heinz Josef Möhn (* 1964), Jurist und Autor
- Christoph Adams (* 1965), Jazzmusiker
- Barbara Philipp (* 1965), Schauspielerin
- Markus Burger (* 1966), Pianist und Komponist
- Jörg Walter (* 1966), ehemaliger SWR1-Moderator[41]
- Thomas Peter Fößel (* 1968), Fundamentaltheologe
- Thomas Mussweiler (* 1969), Sozialpsychologe, Leibniz-Preisträger 2006
- Hanin Elias (* 1972), Digital Hardcore-Musikerin
- Manuela Näckel (* 1972), deutsche Meisterin und EM-Teilnehmerin im Schwimmen
- Julian Klein (* 1973), Komponist und Regisseur
- Martin Reichert (1973–2023), Journalist und Autor
- Michael Stöber (* 1974), Rechtswissenschaftler und Hochschullehrer
- Rebecca Stephany (* 1980), Künstlerin, Professorin für Kommunikationsdesign
- Sebastian Zimmer (* 1982), Fußballspieler
- Fabian Pitter Steinmetz (* 1983), Toxikologe und Aktivist
- Azar Mortazavi (* 1984), Dramatikerin
- Dennis Junk (* 1984), Politiker (CDU)
- Donni Schoenemond (* 1984), Filmemacher, Musiker und Kameramann
- Cathy Lugner geb. Schmitz (* 1989), Krankenschwester und Playmate, ehemals Ehefrau des österreichischen Bauunternehmers Richard Lugner
- Kilian Dietz (* 1990), Basketballspieler
- Florian Pick (* 1995), Fußballspieler
- Tim Brang (* 1997), Rettungssportler
- Jennifer Souza (* 1999), Handballspielerin
- Celine Rieder (* 2001), Schwimmerin, mehrfache deutsche Meisterin
- Marie Teusch (* 2003), Handballspielerin

### Personen, die mit der Stadt in Verbindung stehen
- Reinhold Bohlen (* 1946), Professor, Rektor der Theologischen Fakultät Trier, Domkapitular, Gründungsdirektor des Emil-Frank-Instituts Wittlich
- Brigitte Bastgen (* 1955), Nachrichtensprecherin beim ZDF, wuchs in Wittlich auf
- Dirk Kaftan (* 1971), Dirigent, wuchs u. a. in Wittlich auf